# Ca n'Argemí
Ca n'Argemí és un habitatge del municipi de Gallifa (Vallès Occidental) inclosa en l'Inventari del Patrimoni Arquitectònic de Catalunya.

## Descripció
És una típica casa d'àmbit rural situada al barri del Raval. La formen una juxtaposició de cossos, fruit d'ampliacions successives. El cos principal presenta un perfil asimètric al frontis, pel fet d'haver ampliat la crugia lateral esquerra. La porta d'entrada l'emmarca un arc escarser amb dovelles de pedra tosca. La majoria de finestres tenen la llinda de fusta, d'altres presenten el llindar de pedra, i gravat a la llinda, la data de realització (1710-1718). La façana, arrebossada al frontis, mostra als laterals la factura del mur de còdol i morter. El carener de la teulada corre perpendicular al frontis, amb un petit ràfec decorat amb motius geomètrics.

## Història
No hi ha referències directes sobre la datació de Ca l'Argemí, excepte pel que fa a les dates que apareixen a les llindes (1710, 1718). Des de principis del segle xviii l'augment de la població i de riquesa provocà a Gallifa l'abandonament i construcció de nous habitatges, i la remodelació dels que ja estaven fets. La data de les llindes de Ca n'Argemí ens ho confirmen, ja que en aquesta època es remodelà segurament l'habitacle.